# Prosopocoilus jakowleffi
Prosopocoilus jakowleffi es una especie de coleóptero de la familia Lucanidae.

## Distribución geográfica
Habita en Vietnam, Laos y Tailandia.